# Stazione di Desulo-Tonara
La stazione di Desulo-Tonara, in passato denominata anche Desulo-Tonara-Fonni, è una stazione ferroviaria posta nel comune di Tonara, lungo la linea Isili-Sorgono, dal 1997 utilizzata esclusivamente per scopi turistici.

## Storia
Lo scalo fu realizzato su iniziativa della Società italiana per le Strade Ferrate Secondarie della Sardegna a fine Ottocento parallelamente ai lavori di costruzione della Isili-Sorgono e venne attivato il 3 novembre 1893, data di apertura al traffico del tronco ferroviario Meana Sardo-Sorgono che completava la linea.
Da allora e per poco più di un secolo la stazione servì gli abitati di Desulo e Tonara, passando alla gestione della Ferrovie Complementari della Sardegna nel 1921 e alle Ferrovie della Sardegna nel 1989. Il 15 novembre 1922 l'impianto assunse il nome di "Desulo-Tonara-Fonni", per poi tornare alla denominazione originaria nel decennio successivo. Con la decisione di destinare la Isili-Sorgono all'utilizzo esclusivamente turistico a partire dal 16 giugno 1997 lo scalo cessò la sua attività regolare, restando in uso per il solo progetto Trenino Verde. Da allora la stazione (dal 2010 di proprietà dell'ARST) è inutilizzata e priva di traffico per buona parte dell'anno, fatto salvo il periodo estivo in cui viene attivato un servizio di treni turistici a calendario. Dall'agosto 2017 la stazione è temporaneamente chiusa al traffico per via dello stato in cui versano alcuni ponti nel tratto a nord di Laconi.

## Strutture e impianti
La stazione, di tipo passante, è posta ai piedi della SS 295 a sud dei centri di Desulo e Tonara. Nell'impianto sono presenti complessivamente tre binari a scartamento da 950 mm: da quello di corsa hanno origine un secondo binario (di incrocio) sul lato ovest ed un tronchino che si dirama nella parte nord della stazione terminando dinanzi all'ex magazzino merci, ubicato come gli altri edifici dello scalo nella parte est dell'impianto. Il binario merci è dotato inoltre di un prolungamento tronco terminante all'uscita della stazione in direzione Sorgono.
Oltre al magazzino merci lo scalo è dotato di un fabbricato viaggiatori a due piani e tre accessi sul lato binari e di un ulteriore edificio per le ritirate; presente in stazione inoltre un rifornitore idrico del tipo a cisterna metallica su costruzione in muratura.

## Movimento
Dall'estate 1997 la stazione è utilizzata esclusivamente per il traffico turistico, tuttavia dalla fine dell'estate 2017 nessuna relazione serve la struttura in quanto ricompresa in un tratto della Isili-Sorgono provvisoriamente chiuso all'esercizio per problemi infrastrutturali.

## Servizi
La stazione è dotata di una sala d'attesa (nel fabbricato viaggiatori) e di servizi igienici, sebbene di norma non siano a disposizione dell'utenza stante l'impresenziamento dello scalo.
- Sala d'attesa
- Servizi igienici

## Interscambi
All'altezza del bivio di accesso alla stazione è posta una fermata delle autolinee interurbane dell'ARST, che permettono il collegamento con gli abitati di Desulo e Tonara oltre che con altri centri limitrofi e con Cagliari e Nuoro.
- Fermata autobus